# Seoba Hrvata iz Livanjskog kraja 1687.
Seoba Hrvata iz Livna u Cetinsku Krajinu započeta je oko 1684., a kao godina preseljenja uzima se 1687. godina.
Početkom rata 1684. mnoštvo je kršćanskih Hrvata, oko 3000 obitelji, približila se mletačko-osmanskoj granici radi prelaska na opustjele krajeve pod mletačkom vlašću, netom oslobođene od Osmanlija. Muhamed-beg Durakbegović i Pašić Radasličić iz Livna pozvali su ih u Sinj, jer su od bijega htjeli odvratiti kršćane koji su im bili radna snaga i izvor zarade. Uz to je Muhamed-beg napravio nagli pokret vojskom. Oba poteza urodila su prisiljenjem kršćanskih glavara na razgovor. Poslije toga Muhamed-beg s vojskom se zaputio prema Bukovici.
Ipak, dio obitelji otišao je u napuštenu Cetinsku krajinu. Predvodila su ih braća Pavao, Božo i Grgur Milanović iz Livna (dvoje su nosili nadimak Litre i Trapo). Sa sobom su doveli još 27 obitelji. 
Prebacili su ih preko Dinare. Pavo Milanović je bio vojnik u Durakbegovoj kuli u Livnu. S još je pedesetoricom vojnika iz kule odnio mužar, brončani top i jednog sokola (falconetto) te sve to predao u sinjsku tvrđavu. Zauzvrat je od Mletaka baš ispod te tvrđave dobio nekretnine.
Andrija Kačić Miošić je u pjesmi Pisme od glasovitih junaka zapisao Na hiljadu još i šest stotina osamdeset i sedam godina tri sokola Prolog priletiše, u Cetinu ravnu doletiše, tri brajana, tri Milanovića, koji bihu srca Zrinovića: Pava jedan, Bože drugi biše, a treći se Grgur zovijaše. Silnoga su cara ostavili, pod duždevo krilo pribignuli, sobom triest kuća dovedoše, u Cetini selo naseliše...
320 godina poslije, 12. kolovoza 2007. u Litrinom oboru podignuto je spomen-obilježje trojici braće.